# بزني تشراغ مردان
بزني تشراغ‌ مردان هي قرية في مقاطعة هشترود، إيران. عدد سكان هذه القرية هو 33 في سنة 2006.